# Назъбена сгъваема костенурка
Назъбените сгъваеми костенурки (Pelusios sinuatus) са вид влечуги от семейство Пеломедузови костенурки (Pelomedusidae).

## Разпространение и местообитание
Срещат се в близост до сладководни водоеми в тропическите области на Източна Африка.

## Описание
Достигат до дължина на черупката 55 сантиметра и са най-едрият вид от род Pelusios, като женските са по-големи от мъжките.

## Хранене
Хранят се с водни охлюви, меки водорасли и насекоми.